# AGM-123 Skipper II
AGM-123 Skipper II var en amerikansk attackrobot som utvecklades i början av 1980-talet.

## Utveckling
AGM-123 utvecklades av NAWS China Lake år 1980. Roboten var huvudsakligen baserad på redan existerande komponenter, som den laserstyrda flygbomben GBU-16 och raketmotorn från AGM-45 Shrike, vilket gjorde att utvecklingen från koncept till provfällningar tog mindre än ett år. Däremot det dröjde ända till mars 1985 innan flottan lade en beställning till Emerson Electric på 2 500 robotar.
Namnet ”Skipper” kommer av att styrenheten MAU-169 inte hade progressivt roderutslag, utan det var fullt utslag eller inget alls, vilket gjorde att det såg ut som att roboten ”hoppade” fram mot målet. Någon ”Skipper I” har aldrig funnits utan den romerska tvåan är hämtad från Paveway II.

## Användning

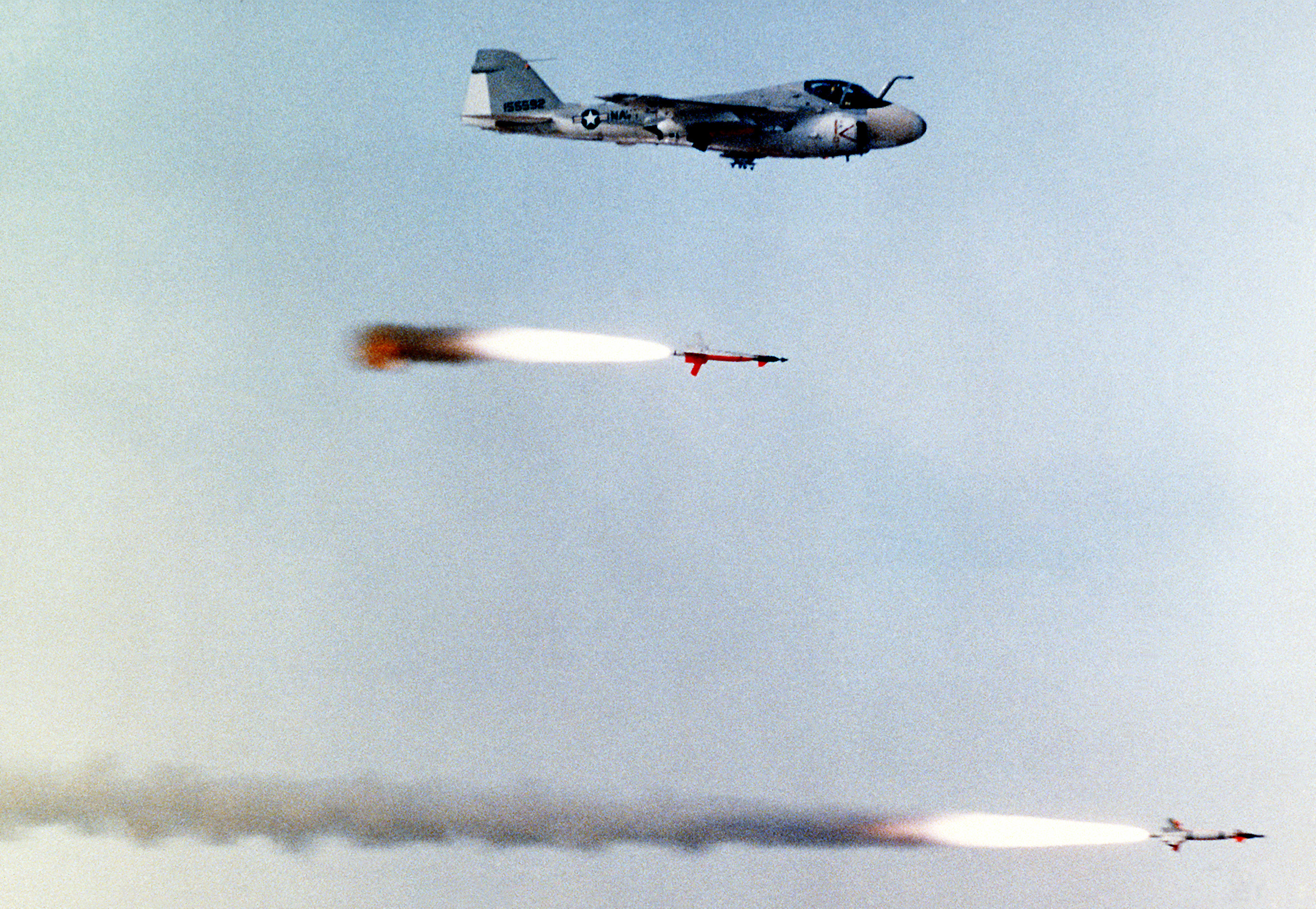
En A-6 Intruder avfyrar två stycken AGM-123.

Första gången som AGM-123 användes i strid var 18 april 1988 under operation Praying Mantis då den iranska fregatten IS Sahand sänktes av fyra Skipper-robotar plus ett flertal andra vapen. Andra gången var under 26 januari 1991 operation Desert Storm då två irakiska oljetankers träffades mellan Umm Qasr i Irak och ön Bubiyan i Kuwait. Vid båda tillfällena avfyrades robotarna från A-6 Intruders.